# Lalabel, The Magical Girl
Lalabel, The Magical Girl (яп. 魔法少女ララベル Махо: сё:дзё Рарабэру, Юная волшебница Лалабель) — аниме в жанре махо-сёдзё, снятое на студии Toei Animation. Сериал был показан на территории Франции, Мексики, Испании, Италии и Филиппин.

## Сюжет
Лалабель — девочка-волшебница, у которой есть волшебная палочка. У неё также есть котёнок в качестве домашнего животного. Она счастливо живёт в волшебном мире, до того дня когда заметила что вор Бискус похитил волшебные предметы. Пораженный её внезапным появлением, Бискус проявил неосторожность при пользовании своей волшебной палочкой. Они попадают в Мир людей.
В Мире людей Лалабель встречает пожилую пару Татибана. Они берут её к себе, и узнав что она сирота, оставляют её у себя. Лалабель решает остаться пока не поймает Бискуса. Она ходит в школу вместе с Тэко и Токо, внучками Татибана. Она начинает учиться у людей. Всякий раз, когда она сталкивается с хулиганствами Бискуса, она должна остановить его. В конце дня Лалабель всегда пишет пословицы, связанные с событиями в её дневнике.
Живя в Мире людей, Лалабель открывает увлекательные аспекты человеческого существа, и считает себя счастливой.

## Музыка
Песню открывающей заставки «Hello, Lalabel» (Привет, Лалабель) и закрывающей заставки Mahou Shojo Lalabel исполнила Хориэ Мицуко.